# Pyrgophorus parvulus
Pyrgophorus parvulus är en snäckart som först beskrevs av Guilding 1828.  Pyrgophorus parvulus ingår i släktet Pyrgophorus och familjen tusensnäckor. IUCN kategoriserar arten globalt som livskraftig. Inga underarter finns listade i Catalogue of Life.